# Грабс, Детлеф
Детлеф Грабс (нем. Detlev Grabs; род. 29 октября 1960, Берлин) — восточно-германский пловец, призёр чемпионата Европы и летних Олимпийских игр 1980 года в Москве.

## Карьера
На чемпионате Европы 1977 года в шведском Йёнчёпинге Грабс стал бронзовым призёром в эстафете 4×200 метров вольным стилем.
На Олимпиаде в Москве Грабс представлял свою страну в плавании на 200 и 400 метров вольным стилем и эстафете 4×200 метров. В первых двух видах Грабс выбыл из борьбы на предварительной стадии. В эстафете команда ГДР (Франк Пфютце, Йорг Войте, Детлеф Грабс, Райнер Штробах) с результатом 7:28,60 с заняла второе место после сборной СССР (Сергей Копляков, Владимир Сальников, Ивар Стуколкин, Андрей Крылов — 7:23,50 с) и опередила бронзового призёра — сборную Бразилии (Жоржи Фернандис, Маркус Маттиоли, Сиру Делгаду, Джан Мадруга — 7:29,30 с).